# Osteobrama alfredianus
Osteobrama alfredianus är en fiskart som först beskrevs av Valenciennes, 1844.  Osteobrama alfredianus ingår i släktet Osteobrama och familjen karpfiskar. Inga underarter finns listade i Catalogue of Life.